# Dilras Banu Begum
Dilras Banu Begum (cca 1622 – 8. října 1657) byla první a hlavní manželka císaře Aurangzeba, posledního vládce Mughalské říše. Jaké také známa pod svým posmrtným jménem Rabia-ud-Daurani.
Stavba Bibi Ka Maqbara v Aurangabadu, která je velmi podobná slavné Tádž Mahal (mauzoleum Aurangzebovi matky Mumtaz Mahal), byla postavena jejím manželem jako místo, které je pro ni hodno k odpočinku.
Dilras byla princeznou z dynastie Safíovců z Íránu (Persie); byla dcerou Mirzy Badi-uz Zamana, potomka šáha Ismaila I., který sloužil jako vice-král v Gudžarátu. Byla provdána za prince Muhi-ud-dina (později známého jako Aurangzeb) v roce 1637 a porodila mu pět dětí. Mezi nimi byl i jeho nástupce Muhammad Azam Šáh.
Dilras zemřela náhle na horečku omladnic v roce 1657. Bylo to měsíc poté, co porodila své páté dítě, syna Muhammada Akbara a jen rok předtím, než její manžel usedl po vítězství ve válce na trůn.  

## Rodina a původ
Dilras Banu Begum se narodila jako princezna z prominentní Safíovské dynastie, která vládla Íránu (Persii) a byla v té době jednou z nejvýznamnějších vládnoucích dynastií. Byla dcerou Mirzy Badi-uz-Zamana (titulovaný Šahnáz Chán – vicekrál), známý pod jménem Mirza Deccan, který byl prapravnukem šáha Ismaila I. Byl guvernérem Gudžarátu. Miloval okázalost a přepych, což bylo velmi zřejmé při drahých a velkolepých oslavách svatby jeho dcery. V roce 1638 se její mladší sestra Sakira Banu Begum provdala za mladšího bratra jejího manžela, prince Murada Bakshe. Toto manželství nadále posilovalo vztahy mezi Mughalskou a Safíovskou dynastií, která se tímto sňatkem rozšířila.

## Manželství s Aurangzebem
V únoru 1637 byla Dilras zasnoubena s princem Muhi-ud-dinem (Aurangzebem), třetím synem vládce Mughalské říše, šáha Jahana a jeho milované manželky Mumtaz Mahal. Sňatek byl navrhnut šáhem Jahanem a byl přijat otcem Dilras. Aurangzeb byl povolán z Deccan, kde byl zrovna na výpravě, aby přijel do Agry na svou svatbu. Svatba se konala v květnu 1637 uprostřed velkých oslav.
Podle rozhodnutí císařských astrologů se jejich svatba konala ve čtyři hodiny ráno za velkých průvodů na dvoře vládnoucího šáha. Velkolepost svatebního obřadu byla popsána kronikářem Khafi Khanem: „Výbuchy ohňostrojů naprosto změnily zemskou oblohu,“ a šarm zpěvákům a tanečníkům by mohla závidět samotná Venuše. Pár byl oddán za přítomnosti císaře a věno činilo 400 tisíc rupií. Po sňatku se pár přesunul do Aurangzebova paláce, kde šáh Jahan dával svatební dary emírům.
Novomanželský pár strávil více než tři šťastné měsíce v Agře společně s císařem, dokud se v září 1637 neusadili v Deccan, kde Aurangzeb získal post vicekrále. Během pobytu v Agře Dilras otěhotněla. Porodila 9 měsíců po svatbě v únoru 1638 dceru Zeb-un-Nissu, nejoblíbenější dceru Aurengzeba. Během následujících devatenácti let měl pár další čtyři děti. Zbylé děti byly od Aurengzebových dalších manželek. Jako hlavní manželka vedla Dilras jeho harém. Byla nejvýše postavenou ženou v Mughalské říši, avšak nebyla v oblibě ostatních žen v harému. Nicméně Dilras neměla žádný vliv v politice a administrativě, protože to její manžel neuznal za vhodné.
Díky svým fyzickým a osobním atributům byla Dilras známá jako překrásná, temperamentní, okouzlující a barevná dáma (díky pestrým šatům). Co se týče jejího charakteru, byla velmi pyšná, jelikož ji její manžel před ostatními ženami zvýhodňoval. Byla považována za bezstarostnou ženu a byla, jak Aurangzeb říkal „extrémně imperiální, ale až do konce života jsem ji miloval a respektoval její city“.
Její arogantní nátura nedělala v manželství žádné problémy. Auragzeb k ní choval obrovskou úctu, bral ji jako sobě rovnou, respektoval ji a obdivoval. Zdá se, že Dilras nebyla pro svého manžela tímto chování zvláštní, jelikož měl podobné povahové rysy. Oba měli silnou vůli, byli pobožní a poměrně lhostejní k normálnímu schématu hmotných hodnot.
Nicméně zatímco Aurangzeb vyznával Sunnitský islám, Dilras byla méně vázaná k víře a vyznávala satirický šíitský islám. Aurangzeb šíitským islámem pohrdal, ale povolil své ženě vychovat jejich syna Azam Šáha v této víře. Na svém dvoře pak pořádal debaty mezi šíitským a sunnitským ulemou, kterých se účastnila i jejich dcera Zeb-un-Nissa. Nicméně když se Aurangzeb po smrti Dilras stal vládcem, zakázal své dceři se debat účastnit a vykonávat jakékoliv rituály spojené s šíitským islámem.
Aurangzebova další manželství s dvěma vedlejšími manželkami byla bezvýznamná. Výsledkem bylo, že i když mu porodily další čtyři děti, byly i tak od manžela izolovány. Náklonnost, status, moc a autorita byly určeny jen pro hlavní manželku, kterou byla Dilras. Na svého manžela měla velký vliv a jeho oblíbenou manželkou zůstala až do své smrti.

## Potomstvo

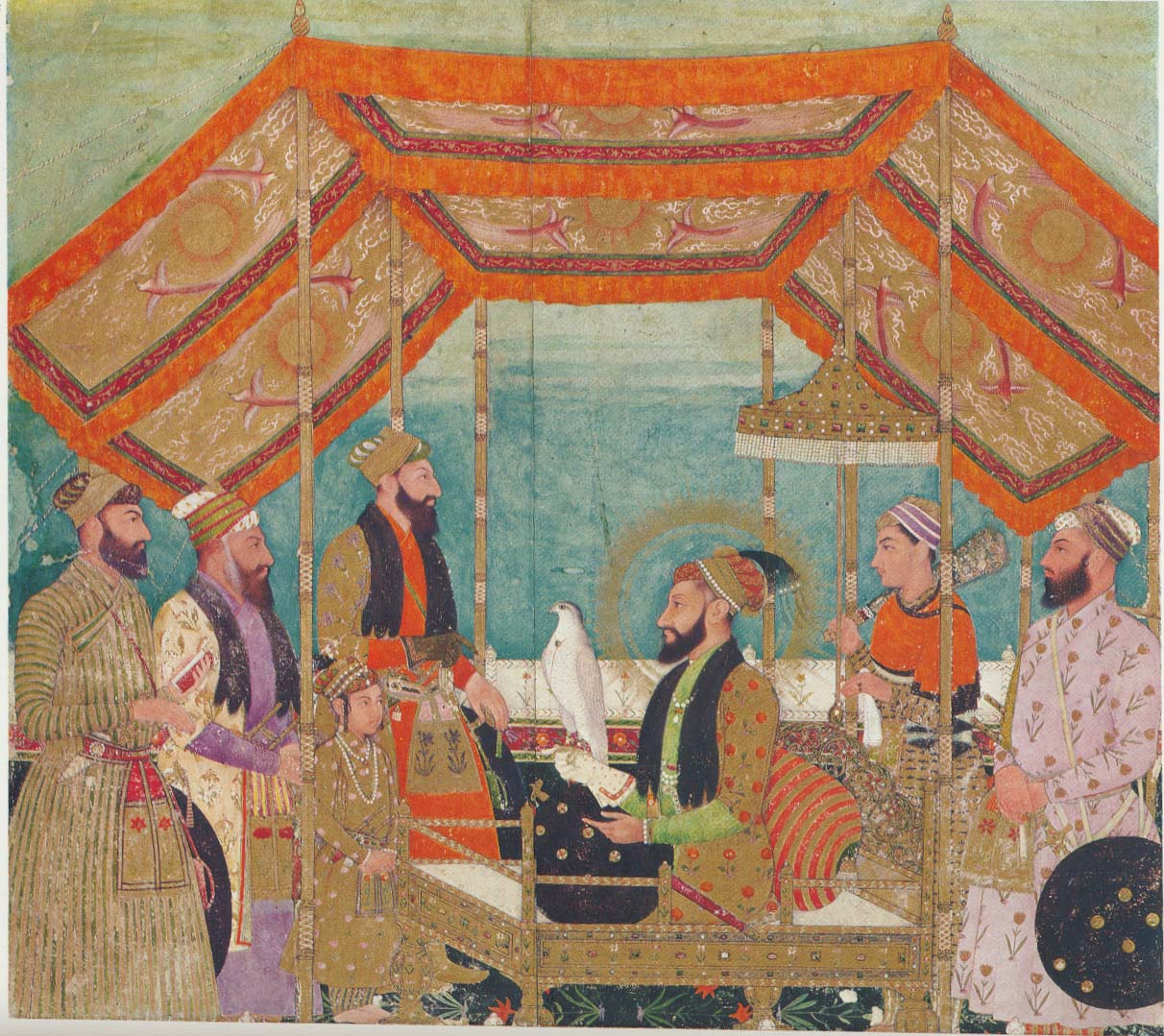
Nejstarší syn Azam Šáh před otcem Aurangzebem

Dilras otěhotněla v dělších intervalech, většinou po čtyřech letech. Je možné, že Aurangzeb nechtěl zatížit její zdraví častými porody, jak to udělal jeho otec šáh Jahan s jeho matkou Mumtaz Mahal. Během dvacetiletého manželství tento pár zplodil pět dětí:
- Shahzadi Zeb-un-Nissa Begum (15. února 1638 – 26. května 1702) zemřela neprovdána
- Shahzadi Zinat-un-Nissa Begum (5. října 1643 – 7. května 1721), zemřela neprovdána

- Shahzadi Zubdat-un-Nissa Begum (2. září 1651 – 17. února 1707), provdala se za svého bratrance, prince Siphira Shikoha, společně měli i děti
- Shahzada Muhammad Azam Šáh (28. června 1653 – 8. června 1707), nastoupil po svém otci jako další vládce Mughalské říše, oženil se se svou sestřenicí, princeznou Jahanzeb Banu, společně měli i děti
- Shahzada Sultan Muhammad Akbar (11. září 1657 – 31. března 1706), oženil se svou sestřenicí, princeznou Salimou, společně měli i děti

## Smrt a další události
Po porodu svého pátého dítěte, syna Muhammada Akbara, onemocněla puerperální horečkou kvůli komplikacím při porodu. Zemřela měsíc po něm. Její smrt Aurangzeba silně zasáhla. I nejstarší syn, princ Azam, byl touto událostí velmi zdrcen a utrpěl nervové zhroucení. Byla to jejich nejstarší dcera Zeb-un-Nissa, která se postarala o novorozeného bratra. Také podporovala Azama a svého otce. Malý princ bez matky se později stal Aurangzebovým nejmilejším synem.

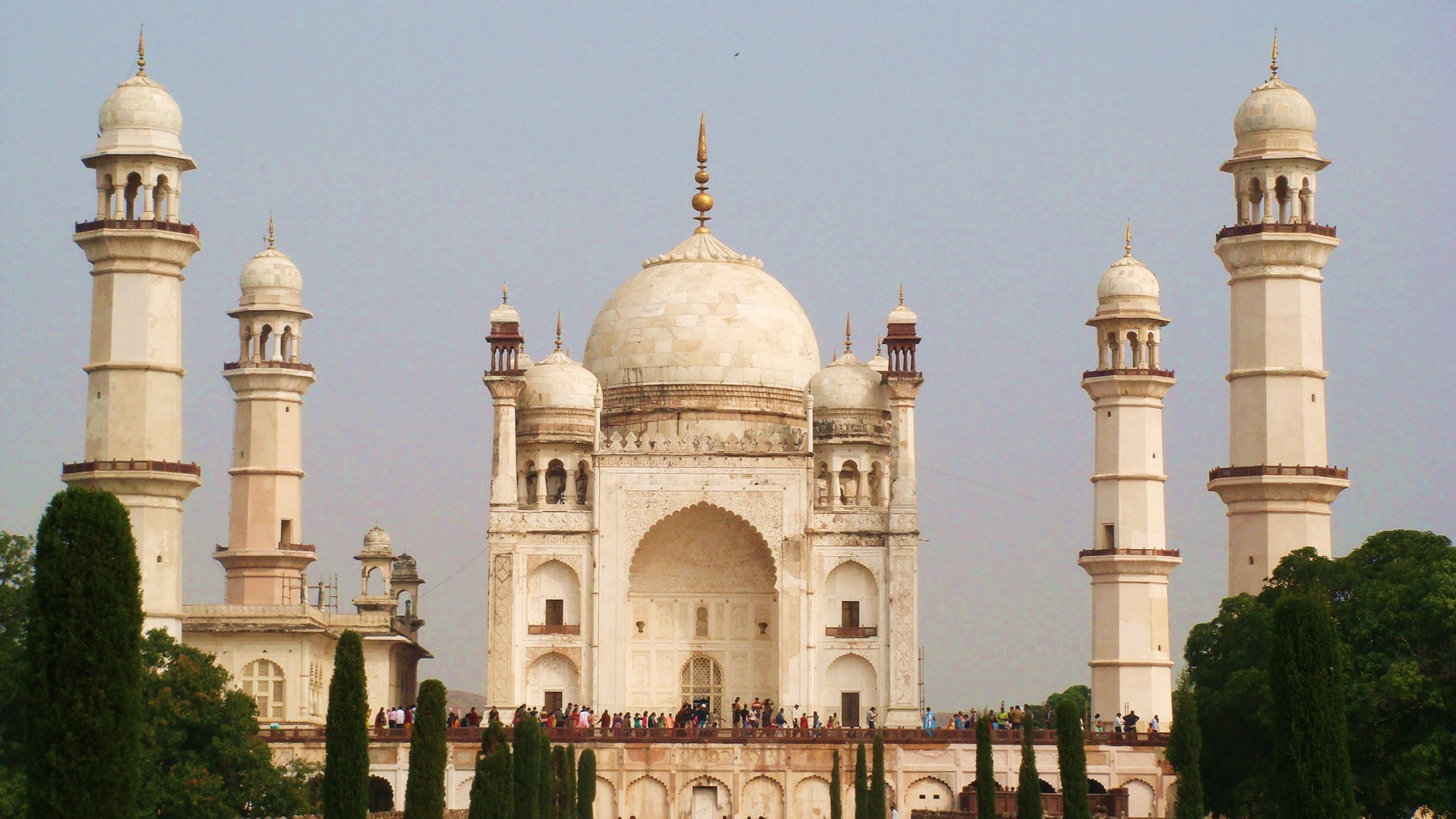
Mauzoleum Bibi Ka Maqbara v Aurangzabadu

### Bibi Ka Maqbara
Tři roky po její smrti nechal Aurangzeb v roce 1660 vybudovat mauzoleum v Aurangabadu, aby jeho žena měla krásné místo posledního odpočinku. Místo je známé jako Bibi Ka Maqbara (Hrobka dámy). Za dobu své půlstoleté vlády nenechal postavit žádnou stavbu; pro svou manželku udělal jen výjimku. Zde byla Dilras pohřbena pod svým posthumou Rabia-ud-Daurani. Stavba je velmi podobná slavné Taj Mahal, která je mauzoleem její tchyně Mumtaz Mahal, která zemřela při porodu.
Bibi Ka Maqbara je nejnákladnější stavbou, kterou Aurangzeb financoval. V následujících letech ji pak upravoval jejich syn Azam Šáh pod otcovým dohledem. Sám Aurangzeb je pohřben několik kilometrů odsud, v Kuldabádu.